# Фамилията
„Фамилията“ е български драматичен сериал на bTV. Сериалът е семейна драма, изпълнителни продуценти са Димитър Митовски и Димитър Гочев („Камера“ ООД) и е осмият на телевизията от създаването ѝ. „Фамилията“ се излъчва в праймтайма на bTV. В сериала участват някои от най-известните български актьори. Режисьор на сериала е Димитър Гочев, а оператор е Григор Кумитски.

## История
Един мъж преживява трагична история, свързана с голяма загуба в миналото му. Той ще разкрие тайна, а това ще го мотивира да се забърка с най-крупните бизнесмени, които управляват бизнеса и политиката в държавата. Всички герои във „Фамилията“ изглеждат уравновесени, но всъщност са разядени отвътре, защото времето на прехода ги е изкривило. Въпреки опитите си да бъдат щастливи и макар да могат да си купят всичко, в тях има нещо нездраво и отчаяно.

## Епизоди
| Сезон | Сезон | Час на излъчване | ТВ Сезон      | Епизоди | Премиера         | Финал            | Времетраене                  |
| ----- | ----- | ---------------- | ------------- | ------- | ---------------- | ---------------- | ---------------------------- |
|       | 1     | Неделя, 20:00    | 2013 (пролет) | 12      | 7 април 2013     | 19 май 2013      | 45 минути (двойно излъчване) |
|       | 2     | Неделя, 20:00    | 2013 (есен)   | 14      | 13 октомври 2013 | 15 декември 2013 | 45 минути (двойно излъчване) |
|       | 3     | Вторник, 21:30   | 2014 (пролет) | 13      | 4 март 2014      | 3 юни 2014       | 45 минути                    |

Първи сезон се излъчва през пролетен ТВ сезон 2013, всяка неделя от 20:00 до 22:00 часа по два епизода по bTV. Премиерата му бе на 7 април. На 12 май не се излъчват епизоди поради парламентарните избори. Последните два епизода за сезона са излъчени на 19 май. Вторият сезон се излъчва през есента на 2013 година в същия час на излъчване – неделя от 20:00 до 22:00 часа с по 2 епизода на седмица. От 4 март 2014 г. започва излъчване на третия сезон на сериала, но вече се излъчва по един епизод седмично и в друг час на излъчване – във вторник от 21:30 до 22:30 часа. БТВ обявяват, че сезон 3, ще е последният за сериала. На 2 юни 2014 г. – понеделник от 22:00 часа е излъчен и финалният епизод.

## Сезони

### Сезон 1
Стефан Марков е разследващ журналист, който е нает да пише биографична книга за Борис Арнаудов, който е амбициозен политик, влиятелен бизнесмен, безскрупулен престъпник и главата на фамилията Арнаудови, състояща се от Лидия – съпругата на Борис, Виктор Арнаудов – син на Борис и Лидия, и адвокат на компанията на Борис, Диана – съпругата на Виктор и майка на Георги, Георги – сина на Виктор и Диана и внука на Борис, Александър Сашо Арнаудов – син на Борис и Лидия, отдавна починал в катастрофа, Лора Арнаудова – дъщеря на Борис и Лидия, съпруга на Антон Велев – Тони и майка на Михаил и Никол, Антон Велев-Тони – съпруг на Лора и дясната ръка на Борис и бащата на Михаил и Никол Велеви. Това, което Борис не знае е, че Стефан всъщност, заедно с неговия ментор доц. Професор Рени Ковачева, приятеля му инспектор Румен Лазаров от ДАНС и другият му приятел шофьора на такси Абду, тайно разследва фамилията, защото неговата бременна жена журналистката Ива Стоянова, е разследвала Арнаудови, преди да изчезне мистериозно, което е и основният мотив на Стефан да разследва най-крупната и влиятелна фамилия в България.

### Сезон 2
Вторият сезон акцентира върху продължителното разследване на Стефан, политическата кампания на Борис и бизнеса му с бунтовниците в Сирия, както и опитът на Виктор да се раздели с Диана, след като разбира, че е имала връзка с Стефан, който по всякакъв начин се опитва да разбере за най-дълбоко скритите тайни на фамилията, както и тайното му бизнес-сътрудничество с влиятелния руски олигарх и бизнесмен Михаил Бързаков и Лидия, за която се разбира, че Борис и е давал хапчета, за да направи така, че тя да изглежда психически нестабилна и да остане в семейното имение. Стефан си партнира и с Лора, с която има любовна връзка и успява да се сдобие със запис, който Ива направила преди смъртта си – става ясно, че след като Ива разследвала един от складовете на Арнаудови в околностите на София, тя е била разкрита, отвлечена и затворена в хладилния карцер, където починала от хипотермия. Стефан изгубва записа, но продължава да разследва връзките на Борис с Емил Фотев, корумпираният главен секретар на МВР и по незнайни причини заклет враг на Арнаудови, и със сирийски бизнесмени, които желаят да купят оръжия от Арнаудови, заради военния конфликт в Сирия. Сезонът завършва със смъртта на Рени, която е убита от Борис, след като той разбира за нейното разследване, а Лора прави опит за бягство с децата от имението, докато някой не информира Тони за опита за бягство и той ги спира навреме. Междувременно, Диана прави запис с нея и Борис с цел да го изнудва и освен това информира Борис за плановете на Виктор и Бързаков срещу Борис, които тя случайно подочува. Впоследствие, Борис затваря Виктор в специална килия за наказание.

### Сезон 3
В последния сезон на „Фамилията“, Стефан присъства на погребението на Рени и се заклева да довърши биографичната книга с истински данни за тъмните сделки на Борис и личният му асистент Андрей Халачев, когото подозира, че е убил Сашо, и продължава да си партнира с Лора и Мици, частен следовател, който е тайно изпратен от Лидия с цел да им помогне в разследването и мисията да спрат Борис. Борис освобождава Виктор, но в замяна той трябва да убие Бързаков, което и прави по време на среща между двамата в нощен клуб. Разбира се и че Георги всъщност е син на Сашо, който отдавна е починал в автомобилна катастрофа, и че той и Виктор са знаели за това. Междувременно, Диана се опитва да изнудва Борис и след като се опитват да я убият, е спасена от хората на Фотев, който повече от всичко желае да затвори Борис зад решетките. След дълги опити, Стефан открива тленните останки на Ива и разбира, че всъщност, Сашо и Тони са се возили в една кола, докато не попаднали в засада от Фотев и корумпираните му служители, които убиват Сашо по нареждане на Фотев. Разбира се по-нататък, че Виктор е знаел за засадата, но е оставил Сашо да бъде убит за да не каже на всички, че той е истинският баща на Георги, и че Ива не е умряла от хипотермия, а е била удушена лично от Виктор, защото се е боял, че тя ще ги разпознае и прати в затвора, което възмущава Тони, защото той не е искал тя да бъде убита, но не и Борис, който не само, че оправдава действията на Виктор, ами и се гордее с него и го прави новата му дясна ръка, измествайки Тони. След като разбира, че Виктор е отговорен за смъртта на Сашо, Лора се среща с него в същия склад, в който Ива е била убита. След като Лора заплашва да го издаде за неговите ужасяващи действия, Виктор се опитва да я удуши, както направил с Ива преди 5 години, но не успява поради намесата на Стефан и Абду. След като Виктор се опитва да го убие с пистолет, Стефан го убива при самозащита с личния нож на Абду, отмъщавайки за Ива. След това, Стефан се депресира, защото е убил човек и се опитва да се предаде на полицията, докато Абду не го разубеждава. Диана и Лидия успяват да завържат Фотев, след като е упоен от Диана, и публикуват запис, който доказва, че той е убил Сашо, най-сетне отмъщавайки за него. Лора и Никол успяват да избягат след като Тони разбира от Михаил, че Лора и Стефан имат връзка. Стефан успява да публикува биографичната книга и разкрива криминалното минало и настояще на Арнаудови. Преди Тони и Борис да бъдат арестувани от Лазаров и екип на ДАНС, Борис изпраща наемен убиец да убие Стефан. Стефан спокойно си се разхожда, доволен, че е отмъстил за Ива и Рени и спрял Арнаудов, докато неизвестен снайперист не го прострелва в гръб. След като е улучен, Стефан припада на земята и заобиколен от минаващи хора, Марков умира щастлив след като в последните си мигове вижда образа на неговата любима Ива.

## Актьорски състав и герои

### Главни герои
- Асен Блатечки – Стефан Марков; журналист, любим на Ива, главният герой
- Стефан Данаилов – Борис Арнаудов; съпруг на Лидия, баща на Виктор, Лора и Александър, бизнесмен, главният антагонист
- Ваня Цветкова – Лидия Арнаудова; майка на Виктор, Лора и Александър, съпруга на Борис
- Даниел Владимиров – Виктор Арнаудов; най-възрастният син на Борис и Лидия, брат на Лора и Сашо, съпруг на Диана, доведен баща на Георги, адвокат на компанията, физическият убиец на Ива Стоянова и духовен убиец на Сашо, второстепенният антагонист
- Десислава Бакърджиева – Диана Арнаудова; съпруга на Виктор, майка на Георги, собственик на спа център, Мис България 1993
- Драгомир Драганов – Георги Арнаудов; дете на Сашо и Диана, внук на Борис и Лидия, ученик
- Радослав Гочев – Александър „Сашо“ Арнаудов; син на Борис и Лидия, истинският баща на Георги; починал в катастрофа, но по-нататък става ясно, че е бил убит от Емил Фотев при засада, за която е знаел Виктор
- Яна Маринова – Лора Арнаудова; дъщеря на Борис и Лидия, сестра на Виктор и Александър, съпруга на Тони, майка на Михаил и Никол, пиар на фамилията
- Иво Аръков – Антон Велев-Тони; съпруг на Лора, баща на Михаил и Никол, бивш боксьор, мениджър и собственик на футболен клуб, зет и дясна ръка на Борис, третостепенният антагонист
- Валери Рангелов – Михаил Велев; дете на Антон и Лора, внук на Борис, брат на Никол, ученик
- Мария-Тияна Стойкова – Никол Велева; дете на Антон и Лора, внучка на Борис, сестра на Михаил, ученик
- Антоний Аргиров – Андрей Халачев; асистент на Борис
- Цветана Манева – Рени Ковачева; преподавател по разследваща журналистика, ментор на Стефан

### Второстепенни герои
- Ани Хоанг – Ким; няма прислужница в имението на фамилията
- Радина Кърджилова – Ива; изчезналата любима на Стефан
- Неизвестен актьор – Тодор Танчев; министър-председател
- Николай Станчев – Румен Лазаров; приятел на Стефан, работи в ДАНС
- Мартин Гяуров – Абду; приятел на Стефан; шофьор на такси
- Ивайло Велчев – Емил Фотев; корумпираният главен секретар на МВР; заклет враг на Арнаудови и е отговорен за смъртта на Александър Арнаудов; четвъртостепенният антагонист
- Дмитрий Каюканов – Михаил Бързаков; руски олигарх и стар приятел на Арнаудов, тайно си партнира с Виктор, докато не е убит от Виктор по заръка на Борис в трети сезон
- Мохамед Ал-Ахмед – арабски бизнесмен, търговец на оръжия, нов партньор на Арнаудов в бизнеса, баща на Лейла
- Оля Ал-Ахмед – съпругата на арабския бизнесмен, майка на Лейла
- Насър Ал-Ахмед – бодигард